# 도암면 (화순군)
도암면(道岩面)은 대한민국 전라남도 화순군 남부에 위치한 면이다.

## 개요
도암면은 천불천탑으로 유명한 운주사가 위치하고 있으며, 대초천과 정천천이 도암면의 중심부를 흐르고 주변 환경이 깨끗하여 추어탕, 붕어찜 등 먹거리가 풍부한 고장이다. 대표적인 특산품으로는 고추가 있으며, 청정지역에서 재배하고 자연의 태양빛으로 건조하여 빛깔이 선명하고 맛이 뛰어나 운주골이라는 상품으로 판매되고 있다. 또한 매년 《화순운주문화축제》를 개최하여 문화관광의 고장으로 거듭나고 있다.

## 역사
- 청동기 시대 : 청동기 시대 유적인 고인돌이 면내에 60기 분포하고 있다.
- 마한 시대 : 여래비리국(如來卑離國)의 일부에 속했다.
- 백제 시대 : 이릉부리현(爾陵夫里縣)의 일부에 속했다.
- 757년 (신라 경덕왕 16년) : 잉리아현(仍利阿縣)을 여미현(汝湄縣=汝濱=海濱)으로 개칭하여 부리현(富里縣=보성 복내 일대)과 함께 릉성군(陵城郡)의 일부가 되었다.
- 940년 (고려 태조 23년) : 여미현(汝湄縣)을 화순현(和順縣)으로 개칭했다.
- 1018년 (고려 현종 9년) : 화순현과 능성현(綾城縣)이 나주목(羅州牧)에 속했다.
- 1143년 (고려 인종 21년) : 능성현에 처음으로 중앙에서 파견한 현령이 부임해 오면서 능성현에 속했다.
- 1416년 (조선 태종 16년) : 화순현을 다시 화순현과 동복현으로 분리하고 동복현에 현감을 두고 화순현은 능성현에 합쳐져 순성현(順城縣)이 되면서 순성현의 관할이 되었다.
- 1418년 (조선 태종 18년) : 순성현을 다시 화순현과 능성현으로 분리하였다.
- 1632년 (조선 인조 10년) : 능주목으로 승격되었다.
- 1660년 (조선 현종 1년) : 능주목 서이면(西二面)으로 있었다.[2]
- 1696년 (조선 숙종 22년) : 능주목 안의면(安義面)으로 있었다.[2]
- 1756년 (조선 영조 32년) : 능주목 서이상면(西二上面), 서이하면(西二下面)으로 있었다.[2]
- 1759년 발간된 여지도서(與地圖書)에 의하면 능주목 10개면 중 이상면(二上面)과 이하면(二下面)으로 기록되어 있다.
- 1765년 (조선 영조 41년) : 능주목 천태면(天台面)으로 있었다.[2]
- 1789년 (조선 정조 13년) : 호구총수(戶口總數)에 의하면 능주목 10개면 중 서이상면(西二上面)과 서이하면 (西二下面) 지역으로 되어 있었다. 도암면지(1923년 간행)에는 도장면, 호암면으로 기록되어 있다. 서이상면의 관할리는 다음의 16개리 (新井里, 梨谷, 天台里, 東地莊, 西地莊里, 倉底里, 新村, 桶井里, 東豆山里, 呼音時洞, 淨泉里, 碧池洞, 竹店里, 竹洞里, 道莊洞, 九老村)였으며, 서이하면의 관할리는 다음의 12개리 (登光里, 淸江里, 牛峙里, 虎巖里, 水落里, 旺亭里, 高基里, 靑所里, 中村里, 石亭里, 鳥峙里, 大草里)였다.
- 1864년 (조선 고종 1년) : 대동지지(大東地志)에 의하면 능주목 12개면 중 천태면(天台面) 과 호암면(虎岩面)으로 있었다.
- 1895년 (조선 고종 32년) : 나주부(羅州府) 능주군 (綾州郡, 3등군) 도장면(道莊面), 호암면(虎巖面)으로 나뉘어 있었다.
- 1896년 (조선 고종 33년) 8월 4일 : 칙령 제36호 지방제도관제봉급경비개정의 건으로 전국이 13도제 실시에 따라 23부제가 폐지되고 전라남도 관할 능주군(3등군) 도장면, 호암면으로 있었다.
- 1908년 10월 15일 : 행정구역 개편에 의해 능주군 17면 중 도장면(道莊面)과 호암면(虎巖面)으로 나뉘어 있었다. 도장면의 관할리는 다음의 21개리 (安星里, 新井里, 池庄里, 湯谷, 月田, 天臺里, 濟井里, 權洞, 桶井里, 東斗山, 玉洞, 淨川, 鳳洞, 夜山, 竹洞, 碧洞, 道莊洞, 花浦里, 月浦里, 周禮洞, 雲浦里)였으며, 호암면의 관할리는 다음의 18개리 (上龍江, 下龍江, 大草里, 舊石亭, 德山里, 虎巖里, 淸沼里, 下水洛, 牛峙, 登光里, 鳳鶴洞, 上高基, 杏洞, 旺亭里, 下高基, 上水落, 鳥峙, 新石亭)였다.
- 1910년 10월 1일 : 칙령 제354호, 357호(9월 30일공포)에 의하여 도·부·군·면(道·府·郡·面)(面·社·坊통합)을 정비하면서 면사무소를 두기 시작했는데 도장면사무소는 벽동리 756번지, 호암면사무소는 덕산리 635번지에 각각 설치하였다.
- 1913년 : 능주군을 화순군으로 개칭하면서 도장면, 호암면으로 되었다.
- 1914년 3월 1일 : 부군면 통폐합으로 인해 도장면, 호암면과 남평군 다소면의 일부를 합하여 도장면의 도(道) 자와 호암면의 암(巖) 자를 따서 화순군 도암면(道巖面)으로 칭하고 면사무소를 지월리 월전마을 408-1, 408-2번지(212평, 지가 31원80전) 에 두고 다음의 15개리를 관할하게 되었다. (碧池里, 雲月里, 道莊里, 淨川里, 源泉里, 天台里, 池月里, 杏山里, 牛峙里, 龍江里, 大草里, 鳳下里, 登光里, 虎巖里, 旺亭里)
- 1932년 11년 1일 : 행정구역 개편에 의해 화순군 도암면으로 있었다.
- 1950년 10월경 : 한국 전쟁으로 인하여 면사무소가 소실되자 원천리 권동마을 823번지(면사무소 광장자리)로 면사무소를 이건하였다.
- 1966년 5월 18일 : 용강출장소(龍江出張所)를 용강리 918-4번지에 설치(1966. 5. 18. 군조례 제122호) 하여 용강리, 호암리, 우치리, 봉하리, 왕정리, 행산리를 관할했다.
- 1983년 8월 23일 : 원천리 권동마을 824번지에 면사무소 청사를 단층으로 신축하였다.
- 1990년 9월 17일 : 면사무소 청사를 2층으로 증축하였다.
- 1998년 10월 1일 : 용강출장소를 폐지했다.

## 행정 구역
| 법정리 | 한자명 | 행정리                    | 비고            |
| ------ | ------ | ------------------------- | --------------- |
| 대초리 | 大草里 | 대초리                    |                 |
| 도장리 | 道莊里 | 도장리                    |                 |
| 등광리 | 登光里 | 등광리                    |                 |
| 벽지리 | 壁地里 | 벽지1구, 벽지2구          |                 |
| 봉하리 | 鳳下里 | 봉하리                    |                 |
| 왕정리 | 旺亭里 | 왕정리                    |                 |
| 용강리 | 龍江里 | 용강1구, 용강2구, 용강3구 |                 |
| 우치리 | 牛峙里 | 우치리                    |                 |
| 운월리 | 雲月里 | 운월1구, 운월2구          |                 |
| 원천리 | 源泉里 | 원천1구, 원천2구, 원천3구 | 면사무소 소재지 |
| 정천리 | 淨川里 | 정천리                    |                 |
| 지월리 | 池月里 | 지월1구, 지월2구, 지월3구 |                 |
| 천태리 | 天台里 | 천태1구, 천태2구          |                 |
| 행산리 | 杏山里 | 행산리                    |                 |
| 호암리 | 虎岩里 | 호암1구, 호암2구          |                 |

## 교육
- 천태초등학교 (원천리)
  - 용강분교 (폐교) - 추동길 11 (용강리)
  - 봉하분교 (폐교) - 왕정로 263-5 (봉하리)
- 도암중학교 (원천리)